# Dyrekcja Ceł „Wilno”
Dyrekcja Ceł „Wilno” – organ celny  II Rzeczypospolitej.
Do 1927 roku dyrekcja posiadała kompetencje nadzoru ochrony polskiej granicy państwowej przez jednostki Straży Celnej na terenie byłego zaboru rosyjskiego.

## Zasięg działania
Dyrekcja Ceł „Wilno” powołana została rozporządzeniem Rady Ministrów z 11 października 1922 roku. W jego skład wchodziły cztery wydziały: administracyjny, postępowania celnego, rachunkowości i kontroli fachowej. Za sprawy służby granicznej odpowiedzialny był wydział administracyjny, a za sprawy postępowania celnego wydział celny. Swoim zasięgiem obejmowała rejon ówczesnych województw: białostockiego i wileńskiego. Granicę państwa z Niemcami w rejonie Prus, Litwą oraz z Łotwą, ochraniał 1 Inspektorat Straży Celnej „Suwałki”, któremu podlegało 5 komisariatów i 34 placówki. Był to najmniejszy w kraju odcinek granicy państwowej administrowany przez dyrekcję ceł.  Inspektorat liczył 12 wyższych i 252 niższych funkcjonariuszy

## Reorganizacja ochrony granicy
W latach 1927/1928 Inspektorat Straży Celnej „Suwałki” przekazał rejon ochranianej granicy państwowej pod jurysdykcję Korpusowi Ochrony Pogranicza, a konkretnie batalionowi KOP „Suwałki”. W związku z tym jednostki organizacyjne Straży Celnej podległe Dyrekcji Ceł w Wilnie uległy likwidacji, a pełniący służbę w rozwiązanych jednostkach granicznych funkcjonariusze SC zostali przeniesieni do służby w Urzędach Celnych lub w innych jednostkach Straży Celnej na terenie kraju.